# Hidroperoksidna dehidrataza
Hidroperoksidna dehidrataza (EC 4.2.1.92, hidroperoksidna izomeraza, linoleat hidroperoksidna izomeraza, linoleinsko kiselinska hidroperoksidna izomeraza, HPI, (9Z,11E,14Z)-(13S)-hidroperoksioktadeka-9,11,14-trienoat 12,13-hidrolijaza, (9Z,11E,14Z)-(13S)-hidroperoksioktadeka-9,11,14-trienoat 12,13-hidrolijaza (formira -12,13-epoksioktadeka-9,11-dienoat), alen oksidna sintaza, AOS) je enzim sa sistematskim imenom (9Z,11E,15Z)-(13S)-hidroperoksioktadeka-9,11,15-trienoat 12,13-hidrolijaza (formira -12,13-epoksioktadeka-9,11,15-trienoat). Ovaj enzim katalizuje sledeću hemijsku reakciju
()-hidroperoksioktadeka-9,11,15-trienoat {\displaystyle \rightleftharpoons } -12,13-epoksioktadeka-9,11,15-trienoat + H2O
Ovaj enzim deluje brojne nezasićene masno-kiselinske hidroperokside.

## Literatura
- Nicholas C. Price; Lewis Stevens (1999). Fundamentals of Enzymology: The Cell and Molecular Biology of Catalytic Proteins (Third изд.). USA: Oxford University Press. ISBN 019850229X.
- Eric J. Toone (2006). Advances in Enzymology and Related Areas of Molecular Biology, Protein Evolution (Volume 75 изд.). Wiley-Interscience. ISBN 0471205036.
- Branden C; Tooze J. Introduction to Protein Structure. New York, NY: Garland Publishing. ISBN 0-8153-2305-0.
- Irwin H. Segel. Enzyme Kinetics: Behavior and Analysis of Rapid Equilibrium and Steady-State Enzyme Systems (Book 44 изд.). Wiley Classics Library. ISBN 0471303097.
- William P. Jencks (1987). Catalysis in Chemistry and Enzymology. Dover Publications. ISBN 0486654605.

## Spoljašnje veze
- Hydroperoxide+dehydratase на 